# Jouko Harjanne
Jouko Antero Harjanne, född 21 juni 1962 i Raumo, är en finländsk trumpetare. 
Harjanne utexaminerades 1982 från Tammerfors konservatorium. Efter det bedrev han fortsatta studier för Henri Adelbrecht och Timofej Doksjitser. Åren 1978–1984 var han vicestämledare i Tammerfors stadsorkester, blev 1984 solotrumpetare vid Radions symfoniorkester i Helsingfors och 1988 lärare vid Sibelius-Akademin. Han blev konstnärlig ledare för Lieksa brassvecka 1997. 
Harjannes internationella karriär fick ett uppsving tack vare flera tävlingsframgångar, bland annat delad andra plats i Prague Spring Trumpet Series 1987 och första pris i Ellesworth Smith-trumpettävlingen 1990. Förutom i Finland har han framträtt som solist i många länder i Europa samt i Ryssland, Sydkorea och USA. Han har gett ut 14 soloskivor samt medverkat i flera kammarmusikinspelningar och framträtt i radio och tv och på så vis höjt sitt instruments uppskattning. Genom sina inspelningar har han blivit känd för att ta sig an de svåraste verken på trumpetrepertoaren. Sin ställning bland världens främsta bleckblåsare befäste han då han i december 1994 samverkade med sopranen Kiri Te Kanawa i konserter och inspelningar, och då han hösten 1995 uppförde Rodion Sjtjedrins trumpetkonsert i Moskva. Harjanne har uruppfört många verk för trumpet, och flera kompositörer har dedikerat honom sina verk.